# Jean de Marigny

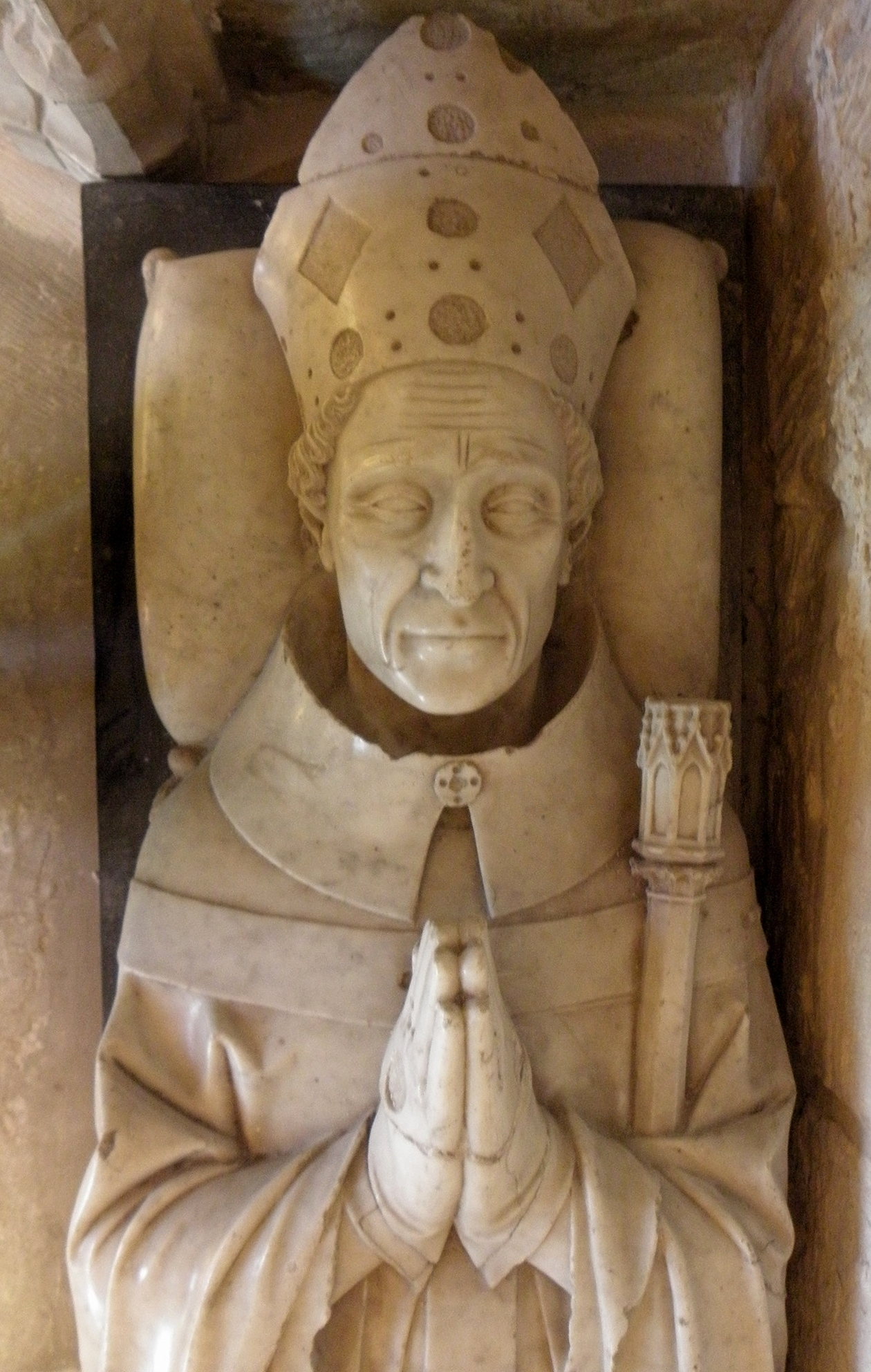
Teil des Gisants Jean de Marignys in der Stiftskirche von Écouis

Jean de Marigny (* vor 1309; † 27. Dezember 1351) war Bischof von Beauvais (1313–1347) und Erzbischof von Rouen (1347–1351) sowie ein französischer Militär und Staatsmann.

## Familie
Er war der Sohn von Philippe Le Portier de Marigny und dessen zweiter Ehefrau, somit ein Bruder von Philippe de Marigny, dem Erzbischof von Sens und ein Halbbruder des königlichen Ministers Enguerrand de Marigny, dem er sein erstes Bischofsamt verdankt.

## Leben
Als Student des Zivilrechts in Orléans 1309 war Jean der Marigny Vorsänger in Notre-Dame de Paris. Er wurde Pfarrer in Gamaches und besaß Pfründen in Rouen, Paris, Sens, Lisieux, Auxerre, Meaux, Arras, Chartres und Orléans. 1312 wurde er in Sens Archidiakon.
Am 8. Januar 1313 wurde Jean de Marigny auf Empfehlung des Königs von Papst Clemens V. zum Bischof von Beauvais ernannt. In den 34 Jahren, die er dieses Amt bekleidete, trieb er den Weiterbau der Kathedrale von Beauvais voran. Nach dem Einsturz der Kathedrale am 28. November 1284 war die Niedergeschlagenheit bei den Baumeistern groß. Jean de Marigny gelang es, die Arbeiten nach drei Jahrzehnten Verzögerung wieder aufleben zu lassen, indem er Glasfenster stiftete. Als er Beauvais 1347 als Erzbischof von Rouen verließ, war der Einbau der Fenster fast abgeschlossen. Der Hundertjährige Krieg führte nach seinem Weggang dann zu einem erneuten Erliegen der Bauarbeiten.
1321 wiederbelebte er die Verehrung der heiligen Angadrême de Renty († um 695), der Patronin der Stadt Beauvais aus der Familie der frühen Grafen von Boulogne, die in der Nähe der Stadt das Kloster von Oroër gegründet hatte, das 851 von den Normannen zerstört worden war.
Der Sturz seines Halbbruders Enguerrand de Marigny verringerte seine Bedeutung bereits vor dem Regierungsantritt Philipps VI. Er wurde 1328 kirchlicher Berater bei der Großen Kammer des Parlement, und er war es, der in der Versammlung der Barone und Prälaten, die über die Thronfolge nach dem Aussterben der „Capétiens directs“ im gleichen Jahr berieten, die berühmte Aussage machte: "Les lis ne filent pas" ("Die Lilien spinnen nicht", nach Mt 6,28 ) als Hinweis auf die Lex Salica, die die weibliche Erbfolge ausschloss, womit er die Ansprüche des englischen Königs Eduard III. auf die Regentschaft in Frankreich vereitelte.
Im Jahr darauf wurde er, nachdem Macé Ferrand in Ungnade gefallen war, vom neuen König Philipp VI. übergangsweise zum Siegelbewahrer und damit französischen Kanzler ernannt (Mai 1329 bis 1. Juli 1329).
Am 24. Dezember 1332 nahm Jean de Marigny seinen Abschied beim König, dessen wichtigster Berater er geworden war, um ins Heilige Land zu pilgern, und begleitete dazu Johann von Böhmen auf seinem Feldzug nach Italien. 1334 gehörte er zu der Gesandtschaft nach Kleinasien, die unter Leitung des Admirals Jean II. de Chepoix einen neuen Kreuzzug vorbereiten sollte.
In den Jahren 1339 bis 1347 war er Generalleutnant des Königs in der Gascogne, Limousin, Poitou, der Saintonge und dem Languedoc, zuletzt mit dem Titel eines Vizekönigs. Als Generalleutnant gründete Jean der Marigny 1342 in der Nähe von Albi die Bastide Beauvais-sur-Tescou, die aber nicht den von ihm erwarteten Aufschwung erlebte.
1343 bis 1344 war er zudem Präsident des Rechnungshofes. 1346 verteidigte er Beauvais bei der Belagerung durch die Engländer, die schließlich erfolglos blieben.
In hohem Alter wurde er am 14. Mai 1347 Erzbischof von Rouen. Er starb am 27. Dezember 1351 und wurde in der Stiftskirche von Écouis bestattet. Seine bestickte Mitra, die das einzig authentische Porträt seines Halbbruders Enguerrand überliefert, befindet sich im Museum von Évreux.